# Frits Smol
Frits Smol, född 6 juli 1924 i Haag, död 1 november 2006 i Haag, var en nederländsk vattenpolospelare. Han representerade Nederländerna vid olympiska sommarspelen 1948 och 1952.
Smol spelade sju matcher och gjorde tio mål i den olympiska vattenpoloturneringen 1948. I London tog Nederländerna OS-brons. Fyra år senare i Helsingfors spelade han nio matcher och gjorde åtta mål. Smol tog EM-guld 1950 i Wien.